# USS Salt Lake City (CA-25)
O USS Salt Lake City foi um cruzador pesado operado pela Marinha dos Estados Unidos e a segunda embarcação da Classe Pensacola, depois do USS Pensacola. Sua construção começou em junho de 1927 pela New York Shipbuilding Corporation e foi lançado ao mar em janeiro de 1929, sendo comissionado em dezembro do mesmo ano. Era armado com uma bateria principal de dez canhões de 203 milímetros em quatro torres de artilharia, tinha um deslocamento carregado de mais de onze mil toneladas e conseguia alcançar uma velocidade máxima de 32 nós.